# Sophie Herbrecht
Sophie Herbrecht (* 13. Februar 1982 in Mülhausen, Frankreich) ist eine ehemalige französische Handballspielerin, die für die französische Nationalmannschaft auflief. Mittlerweile ist sie als Handballtrainerin tätig.

## Karriere
Herbrecht spielte ab 1998 für den französischen Verein ES Besançon, mit dem sie 1998, 2001 und 2003 die Meisterschaft gewann. Ab 2004 war die Rückraumspielerin zwei Jahre in Le Havre aktiv. Zwischen 2006 und 2009 stand sie beim Verein Issy-les-Moulineaux Handball unter Vertrag. Im Sommer 2009 wechselte Herbrecht zu Toulouse Feminin HB. Nach nur einer Saison in Toulouse schloss sie sich dem Ligarivalen HBC Nîmes an. Zwei Jahre später unterschrieb sie einen Vertrag bei Toulon/Saint-Cyr. Ab dem Sommer 2014 lief sie für Chambray Touraine Handball auf. In der Saison 2017/18 lief sie für Brest Bretagne Handball auf. Daraufhin wechselte sie zum französischen Zweitligisten US Altkirch. Nach der Saison 2019/20 beendete sie ihre Karriere.
Herbrecht absolvierte 193 Partien für die französische Auswahl. Mit der französischen Équipe gewann die Rechtshänderin 2003 die Weltmeisterschaft. Außerdem belegte Herbrecht mit Frankreich bei den Europameisterschaften  2002 und 2006 jeweils den dritten Platz. Zusätzlich nahm sie 2004, 2008 und 2012 an den Olympischen Spielen teil.
Herbrecht übernahm im Sommer 2020 das Traineramt vom französischen Drittligisten HBC Thann-Steinbach. Unter ihrer Leitung stieg die Frauenmannschaft im Jahr 2022 in die National 1 auf. Zwar gelang Thann-Steinbach in der Saison 2022/23 sportlich die Klasse zu halten, durch viele Abgänge, die nicht kompensiert werden konnten, zog sich der Verein in die National 3 zurück. Im Jahr 2024 beendete Herbrecht die Trainertätigkeit beim HBC Thann-Steinbach und übernahm die Männermannschaft von ASCA Wittelsheim.